# ケイディ・ロルフゼン
ケイディ・ロルフゼン（Kadie Rolfzen、1994年8月25日 - ）は、アメリカ合衆国の元女子バレーボール選手である。

## 来歴
パピリオン・ラ・ビスタ高校（英語版）からネブラスカ大学リンカーン校へ進学し、本格的なバレーボールキャリアをスタートさせた。同学在学中には、2014年にNebraska Student Athlete HERO Leadership Awardを獲得し、幾たびもオールスターチーム（ベスト6に相当）に選出された。2016年のNCAA女子バレーボール選手権では優勝を果たした。2016年の同大会でも準決勝に進出したがテキサス大学に敗れ連覇は達成できなかった。
ネブラスカ大学卒業後の2016年12月29日に、ドイツの名門チームであるドレスナーSCは、ロルフゼン姉妹の入団を発表した。ドレスナーSCは2016/17シーズンではブンデスリーガにおいて3位に食い込んだ。
2017年9月、日本のプレミアリーグ・東レアローズに入団。2018年5月に東レを退団した。
2019年7月のパンアメリカンカップで金メダルを獲得し、ベストアウトサイドヒッター賞を受賞した。

## 私生活
両親はマーク・ロルフゼンとテレサ・ロルフゼン。一卵性双生児の妹であるアンバー・ロルフゼンもまたバレーボール選手である。妹とはネブラスカ大学ハスカーズ及びドレスナーSCと同じチーム所属であった。

## 所属クラブ
- パピリオン・ラ・ビスタ高校
- ネブラスカ大学ハスカーズ （2013-2016年）
- ドレスナーSC（2016-2017年）
- 東レアローズ（2017-2018年）
- 河南（2018-2019年）
- ドレスナーSC（2019-2020年）